# Kacákova Lhota
Kacákova Lhota är en ort i Tjeckien. Den ligger i den centrala delen av landet, 80 km nordost om huvudstaden Prag. Kacákova Lhota ligger 267 meter över havet och antalet invånare är 132.
Terrängen runt Kacákova Lhota är platt åt sydväst, men åt nordost är den kuperad.Runt Kacákova Lhota är det ganska glesbefolkat, med 50 invånare per kvadratkilometer. Närmaste större samhälle är Jičín, 5,7 km nordväst om Kacákova Lhota. Trakten runt Kacákova Lhota består till största delen av jordbruksmark.